# Deens voetbalelftal in 1983
Het Deens voetbalelftal speelde dertien officiële interlands in het jaar 1983, waaronder zes duels in de kwalificatiereeks voor het EK voetbal 1984 in Frankrijk. De selectie stond onder leiding van de Duitse bondscoach Sepp Piontek.

## Balans
| Wedstrijden | Wedstrijden | Wedstrijden | Wedstrijden | Doelpunten | Doelpunten | Doelpunten | Punten |
| Gespeeld    | Winst       | Gelijk      | Verlies     | Voor       | Tegen      | Saldo      | Punten |
| ----------- | ----------- | ----------- | ----------- | ---------- | ---------- | ---------- | ------ |
| 13          | 7           | 3           | 3           | 23         | 9          | +14        | 1.308  |

## Interlands
|                                                   |                |       |             |                                                                                      |
| 27 april EK-kwalificatie № 449 «onderlinge duels» | Denemarken     | 1 – 0 | Griekenland | Idrætsparken, Kopenhagen Toeschouwers: 33.710 Scheidsrechter: Romualdas Yushka (URS) |
| 27 april EK-kwalificatie № 449 «onderlinge duels» | Søren Busk 76' |       |             | Idrætsparken, Kopenhagen Toeschouwers: 33.710 Scheidsrechter: Romualdas Yushka (URS) |

|                                                |                    |       |                                       |                                                                             |
| 4 mei OS-kwalificatie № 450 «onderlinge duels» | Denemarken         | 1 – 2 | Duitse Democratische Republiek        | Aarhus Stadion, Aarhus Toeschouwers: 6.100 Scheidsrechter: David Syme (SCO) |
| 4 mei OS-kwalificatie № 450 «onderlinge duels» | Morten Donnerup 3' |       | 10' Christian Backs 79' Hans-Uwe Pilz | Aarhus Stadion, Aarhus Toeschouwers: 6.100 Scheidsrechter: David Syme (SCO) |

|                                                 |                                       |       |                                             |                                                                                  |
| 19 mei OS-kwalificatie № 451 «onderlinge duels» | Denemarken                            | 2 – 2 | Noorwegen                                   | Aarhus Stadion, Aarhus Toeschouwers: 2.500 Scheidsrechter: Roger Schoeters (BEL) |
| 19 mei OS-kwalificatie № 451 «onderlinge duels» | Michael Manniche 27' Brian Chrois 50' |       | 65' Erik Soler 78' (pen.) Stein Kollshaugen | Aarhus Stadion, Aarhus Toeschouwers: 2.500 Scheidsrechter: Roger Schoeters (BEL) |

|                                                 |                                                                    |       |                   |                                                                                   |
| 1 juni EK-kwalificatie № 452 «onderlinge duels» | Denemarken                                                         | 3 – 1 | Hongarije         | Idrætsparken, Kopenhagen Toeschouwers: 44.800 Scheidsrechter: Heinz Fahnler (AUT) |
| 1 juni EK-kwalificatie № 452 «onderlinge duels» | Preben Elkjær Larsen 4' Jesper Olsen 81' Allan Simonsen 85' (pen.) |       | 30' Tibor Nyilasi | Idrætsparken, Kopenhagen Toeschouwers: 44.800 Scheidsrechter: Heinz Fahnler (AUT) |

|                                                  |                                                                |       |         |                                                                               |
| 22 juni OS-kwalificatie № 453 «onderlinge duels» | Denemarken                                                     | 3 – 0 | Finland | Aarhus Stadion, Aarhus Toeschouwers: 2.150 Scheidsrechter: Joël Quiniou (FRA) |
| 22 juni OS-kwalificatie № 453 «onderlinge duels» | Michael Spangsborg 38' Michael Laudrup 77' Michael Laudrup 89' |       |         | Aarhus Stadion, Aarhus Toeschouwers: 2.150 Scheidsrechter: Joël Quiniou (FRA) |

|                                                      |                              |       |                      |                                                                                     |
| 17 augustus OS-kwalificatie № 454 «onderlinge duels» | Noorwegen                    | 1 – 1 | Denemarken           | Ullevaal Stadion, Oslo Toeschouwers: 8.354 Scheidsrechter: Henk van Ettekoven (NED) |
| 17 augustus OS-kwalificatie № 454 «onderlinge duels» | Stein Kollshaugen 24' (pen.) |       | 43' Michael Manniche | Ullevaal Stadion, Oslo Toeschouwers: 8.354 Scheidsrechter: Henk van Ettekoven (NED) |

|                                                      |         |       |            |                                                                                       |
| 24 augustus OS-kwalificatie № 455 «onderlinge duels» | Finland | 0 – 0 | Denemarken | Rovaniemen Keskuskenttä, Rovaniemi Toeschouwers: 2.677 Scheidsrechter: Bo Helén (SWE) |
| 24 augustus OS-kwalificatie № 455 «onderlinge duels» |         |       |            | Rovaniemen Keskuskenttä, Rovaniemi Toeschouwers: 2.677 Scheidsrechter: Bo Helén (SWE) |

|                                                        |                                                            |       |                    |                                                                                 |
| 7 september Vriendschappelijk № 456 «onderlinge duels» | Denemarken                                                 | 3 – 1 | Frankrijk          | Idrætsparken, Kopenhagen Toeschouwers: 17.500 Scheidsrechter: Volker Roth (FRG) |
| 7 september Vriendschappelijk № 456 «onderlinge duels» | Michael Laudrup 20' Kenneth Brylle 59' Michael Laudrup 75' |       | 26' Michel Platini | Idrætsparken, Kopenhagen Toeschouwers: 17.500 Scheidsrechter: Volker Roth (FRG) |

|                                                       |          |                           |            |                                                                                  |
| 21 september EK-kwalificatie № 457 «onderlinge duels» | Engeland | 0 – 1                     | Denemarken | Wembley Stadium, Londen Toeschouwers: 82.050 Scheidsrechter: Alexis Ponnet (BEL) |
| 21 september EK-kwalificatie № 457 «onderlinge duels» |          | 38' (pen.) Allan Simonsen |            | Wembley Stadium, Londen Toeschouwers: 82.050 Scheidsrechter: Alexis Ponnet (BEL) |

|                                                    |            |                    |       |                                                                           |
| 5 oktober OS-kwalificatie № 458 «onderlinge duels» | Denemarken | 0 – 1              | Polen | Aarhus Stadion, Aarhus Toeschouwers: 700 Scheidsrechter: Kenny Hope (SCO) |
| 5 oktober OS-kwalificatie № 458 «onderlinge duels» |            | 20' Kazimierz Buda |       | Aarhus Stadion, Aarhus Toeschouwers: 700 Scheidsrechter: Kenny Hope (SCO) |

|                                                               | |       |           |                                                                               |
| 12 oktober EK-kwalificatie № 459 «onderlinge duels» 19:00 uur | Denemarken | 6 – 0 | Luxemburg | Idrætsparken, Kopenhagen Toeschouwers: 44.700 Scheidsrechter: Kai Natri (FIN) |
| 12 oktober EK-kwalificatie № 459 «onderlinge duels» 19:00 uur | Michael Laudrup 17' Michael Laudrup 24' Preben Elkjær Larsen 37' Allan Simonsen 41' Preben Elkjær Larsen 58' Michael Laudrup 69' |       |           | Idrætsparken, Kopenhagen Toeschouwers: 44.700 Scheidsrechter: Kai Natri (FIN) |

|                                                     |                 |       |            |                                                                                      |
| 26 oktober EK-kwalificatie № 460 «onderlinge duels» | Hongarije       | 1 – 0 | Denemarken | Népstadion, Boedapest Toeschouwers: 7.000 Scheidsrechter: Emilio Guruceta Muro (ESP) |
| 26 oktober EK-kwalificatie № 460 «onderlinge duels» | Sándor Kiss 55' |       |            | Népstadion, Boedapest Toeschouwers: 7.000 Scheidsrechter: Emilio Guruceta Muro (ESP) |

|                                                      |             |                                             |            |                                                                                    |
| 16 november EK-kwalificatie № 461 «onderlinge duels» | Griekenland | 0 – 2                                       | Denemarken | Olympisch Stadion, Athene Toeschouwers: 32.000 Scheidsrechter: Paolo Bergamo (ITA) |
| 16 november EK-kwalificatie № 461 «onderlinge duels» |             | 16' Preben Elkjær Larsen 47' Allan Simonsen |            | Olympisch Stadion, Athene Toeschouwers: 32.000 Scheidsrechter: Paolo Bergamo (ITA) |

## Statistieken
| Ole Kjær             | 1954-08-16 | Esbjerg fB     | 7 | 0 | 0 |    |    |
| Verdediging          |            |                |   |   |   |    |    |
| Ivan Nielsen         | 1956-10-09 | Feyenoord      | 6 | 0 | 0 |    |    |
| Morten Olsen         | 1949-08-14 | RSC Anderlecht | 6 | 0 | 0 |    |    |
| Søren Busk           | 1953-04-10 | AA Gent        | 5 | 0 | 1 |    |    |
| Ole Rasmussen        | 1952-03-19 | Hertha BSC     | 5 | 0 | 0 |    |    |
| Ole Madsen           | 1958-11-14 | Brøndby IF     | 3 | 0 | 0 |    |    |
| John Sivebæk         | 1961-10-25 | Vejle BK       | 0 | 2 | 0 |    |    |
| Middenveld           |            |                |   |   |   |    |    |
| Klaus Berggreen      | 1958-02-03 | Pisa           | 7 | 0 | 0 |    |    |
| Jens Jørn Bertelsen  | 1952-02-15 | RFC Seraing    | 6 | 0 | 0 |    |    |
| Jesper Olsen         | 1961-03-20 | Ajax Amsterdam | 5 | 1 | 1 |    |    |
| John Lauridsen       | 1959-04-02 | Espanyol       | 5 | 1 | 0 |    |    |
| Søren Lerby          | 1958-02-01 | Bayern München | 5 | 0 | 0 |    |    |
| Michael Laudrup      | 1964-06-15 | Lazio Roma     | 4 | 0 | 5 |    |    |
| Jan Mølby            | 1963-07-04 | Ajax Amsterdam | 1 | 1 | 0 |    |    |
| Frank Arnesen        | 1956-09-30 | RSC Anderlecht | 0 | 1 | 0 |    |    |
| Per Frimann          | 1962-06-04 | RSC Anderlecht | 0 | 1 | 0 |    |    |
| John Helt            | 1959-12-29 | Lyngby BK      | 0 | 1 | 0 | 2  | 0  |
| Aanval               |            |                |   |   |   |    |    |
| Allan Simonsen       | 1952-12-15 | Vejle BK       | 7 | 0 | 4 |    |    |
| Preben Elkjær Larsen | 1957-09-11 | KSC Lokeren    | 4 | 2 | 4 |    |    |
| Kenneth Brylle       | 1959-05-22 | RSC Anderlecht | 1 | 1 | 1 |    |    |
| Lars Bastrup         | 1955-07-31 | IK Skovbakken  | 0 | 1 | 0 | 30 | 10 |
| Flemming Christensen | 1958-04-10 | Lyngby BK      | 0 | 1 | 0 |    |    |